# L'Auberge rouge (film, 1951)
Pour les articles homonymes, voir L'Auberge rouge.
Pour plus de détails, voir Fiche technique et Distribution.
L'Auberge rouge est une comédie noire française réalisé par Claude Autant-Lara, sorti en 1951.
Le film est inspiré de l'affaire de l'auberge de Peyrebeille. Il a fait l'objet d'un  remake du même nom en 2007.

## Synopsis
En 1831, un groupe de voyageurs, auquel vient se joindre un moine-mendiant accompagné d'un novice, se voit contraint de passer la nuit à Peyrebeille, dans une auberge isolée au milieu des montagnes ardéchoises. La femme de l'aubergiste avoue alors au moine, sous le sceau de la confession, qu'elle et son mari ont déjà tué plus de cent clients, volé leurs objets de valeur et enterré leurs corps dans le jardin.
La dernière victime, un joueur d'orgue de barbarie flanqué d'un singe apprivoisé, a été assassinée quelques heures plus tôt seulement. Dans leur hâte, les aubergistes ont caché son cadavre à l'intérieur d'un bonhomme de neige dans le jardin. Les nouveaux hôtes doivent être les prochaines et ultimes victimes, car le couple envisage de prendre sa retraite.
La femme presse le moine de quitter la maison dès le soir, sans quoi « c'est le même traitement qui l'attend, comme pour les autres ». Mais les voyageurs de la diligence, insouciants et qui ne songent qu’à s’amuser, l’empêchent de prendre la fuite. Désespéré, le moine va donc essayer de sauver la vie de ses compagnons sans trahir le secret de la confession.
Pendant ce temps, la fille des aubergistes et le novice sont tombés amoureux l'un de l'autre. Quand l'aubergiste apprend du moine que le jeune garçon est le fils du président du tribunal de Privas, il force le prêtre à marier les tourtereaux dans l'espoir que son futur beau-fils pourra intervenir en sa faveur si ses activités criminelles sont découvertes.
Le lendemain la cérémonie est interrompue par deux gendarmes à cheval qui ramènent au musicien ambulant son singe, qui s'était échappé. Le moine réussit à leur faire découvrir le cadavre dissimulé dans le bonhomme de neige et ils arrêtent les aubergistes, ainsi que Fétiche, leur domestique noir.
Soulagés, les voyageurs, à l'exception du moine et du novice, reprennent la route pour gagner la vallée, mais, comme le bruit le fait comprendre dans la scène finale, le pont que la diligence emprunte et dont Fétiche avait scié les poutres durant la nuit s'effondre sous le poids du véhicule, laissant imaginer que cela entraîne la mort de ses occupants.

## Fiche technique
- Titre français : L'Auberge rouge
- Réalisation : Claude Autant-Lara
- Scénario : Jean Aurenche d'après l'affaire de l'auberge de Peyrebeille, adapté par Jean Aurenche, Pierre Bost et Claude Autant-Lara
- Musique : René Cloërec
- Décors : Max Douy
- Costumes : Jacques Cottin et Jean André
- Photographie : André Bac
- Son : Jacques Lebreton
- Montage : Madeleine Gug
- Production : Simon Schiffrin
- Sociétés de production[1] : Memnon Films
- Société de distribution[2] : Les Acacias[3]
- Pays d'origine :  France
- Langue originale : français
- Format[4] : Noir et blanc - 35 mm - 1,37:1 (Format académique) - son Mono
- Genre : Comédie noire
- Durée : 98 minutes
- Dates de sortie[5],[6] :
  - France : 15 août 1951 (sortie nationale selon le site IMDb) ; 19 octobre 1951 ; 24 octobre 1951 (sortie nationale selon BnF); (sortie nationale selon le site Allociné) ; 12 décembre 2007 (réédition)
- Classification[7] :
  - France : tous publics[8]
  - Belgique : tous publics (Alle Leeftijden)[9]
- Affiches : Fernand François (France)

## Distribution
- Fernandel : le moine
- Françoise Rosay : Marie Martin, la femme de l'aubergiste
- Julien Carette : Pierre Martin, l'aubergiste de Peyrebeille
- Marie-Claire Olivia : Mathilde Martin, la fille des aubergistes
- Jacques Charon : Rodolphe, un voyageur
- Nane Germon : Mademoiselle Élisa, une voyageuse
- Andrée Vialla : la marquise Caroline de La Roche de Glun, une voyageuse
- Didier d'Yd : Jeannou, le novice
- Lud Germain : Fétiche, le serviteur noir des aubergistes
- Grégoire Aslan : Barbeuf, un voyageur
- Jean-Roger Caussimon : Darwin, un voyageur
- René Lefèvre-Bel : un gendarme
- Manuel Gary : un gendarme
- Robert Berri : le cocher de la diligence
- André Cheff : un gendarme
- André Dalibert : un bûcheron

## Production

### Scénario et attribution des rôles
« L'année suivante, en 1950, changement de cap. Le comte Czarnezci, riche marchand d’armes, qui pense pouvoir tirer profit du centenaire de la mort de Balzac, propose à Autant-Lara d’adapter L’Auberge rouge déjà porté à l’écran, au temps du muet, par Jean Epstein. Alors que le projet s’enlise pour des raisons financières, une nuit, le metteur en scène se réveille en sursaut et déclare à Ghislaine : « Gardons le titre et racontons une autre histoire… ». C’est ainsi qu’avec la complicité d’Aurenche et Bost, Autant-Lara détourne la commande, ne conservant du roman de Balzac que le titre et le décor, une auberge perdue en montagne, théâtre d’évènements sanglants et mystérieux.
Le trio imagine un scénario original dont le personnage central, un moine capucin, lié par le secret de la confession, fait tout pour sauver de la mort de malheureux voyageurs, victimes désignées d'aubergistes diaboliques. Ce conte philosophique, joyeusement anticlérical, au cynisme jovial, pratique un humour macabre, plus courant chez les Anglo-saxons que dans l’Hexagone.
Mal accueilli par la critique, L'Auberge rouge fut un succès populaire, à mon avis, tout à fait mérité. Dans le rôle du capucin, Fernandel a traversé le film sans rien comprendre à l’esprit de l’entreprise. Les rapports entre la vedette et son metteur en scène furent exécrables. On dit même que le dernier jour de tournage, le dernier plan mis en boite, Fernandel, en guise de salut, adressa un superbe bras d’honneur à Autant-Lara. "Si ça, c’est du cinéma d’art, tiens…". »

— Francis Girod, discours prononcé à l'Académie des beaux-arts lors de sa réception, en hommage à Claude Autant-Lara.
En réalité, s'il est possible que le projet initial ait été une adaptation de Balzac, les auteurs se sont lointainement inspirés de l'affaire de l'auberge de Peyrebeille, dite l'Auberge rouge, du moins telle qu'elle est perçue dans l'imaginaire collectif : ce n'est que le prétexte d'un film parodique.
Fernandel réalisa pendant le tournage que le film avait des aspects anticléricaux, ce qui contrevenait à ses convictions personnelles. Le tournage ne fut pas non plus facilité par la vision qu'il avait du film. À cette époque, l'acteur était déjà très célèbre et habitué à être le centre d'intérêt quasi exclusif des comédies légères auxquelles il participait en tant que vedette, et les réalisateurs de « l'Auberge rouge » durent ruser pour pouvoir monter leur film comme ils l'entendaient et non pas comme Fernandel se l'imaginait. À la fin du tournage, Fernandel promit de ne plus participer à un « film d'art ». Claude Autant-Lara raconta cette dernière anecdote – notamment à l'occasion d'une série d'entretiens accordés à Freddy Buache – en ajoutant qu'il estimait avoir fait tourner à Fernandel un de ses meilleurs films.

### Tournage

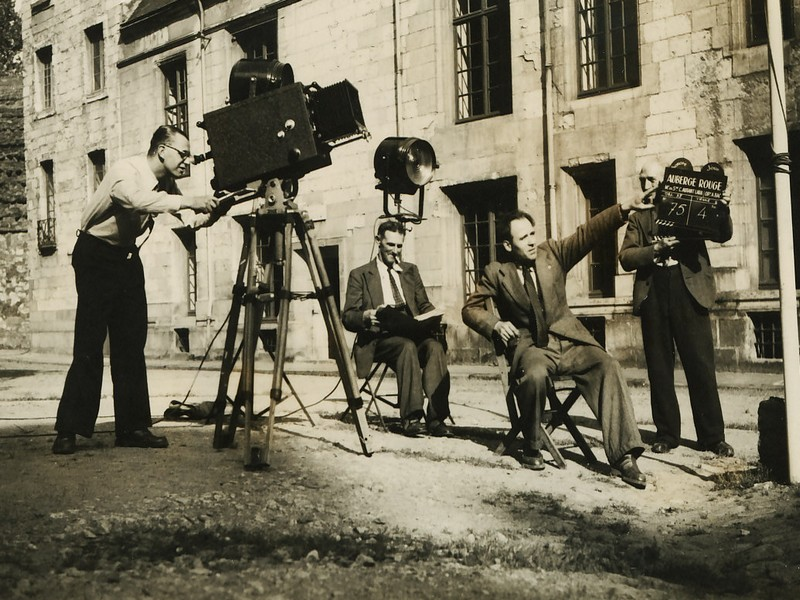
Au premier plan sur la chaise, le réalisateur Claude Autant-Lara (1951).

Le décor de l'auberge fut entièrement reconstitué en studio, ainsi que les extérieurs en plans serrés. Les extérieurs en plans larges ont été tournés sur le mont Revard à proximité d'Aix-les-Bains en Savoie.

## Autour du film
- Le film illustre un fait divers survenu en Ardèche vers 1830. À quelques kilomètres du petit village de Lanarce, au lieu-dit Peyrebeille, un couple d'aubergistes, les époux Martin, aurait, selon la rumeur publique, tué et dévalisé plus de cinquante voyageurs en près de vingt-trois ans. Leur cupidité supposée finit par attirer l'attention du voisinage et les conduisit à leur perte : ils furent arrêtés puis exécutés au terme d'un procès peu satisfaisant qui avait débuté le 6 juin 1833. Pierre Martin, son épouse et leur complice Jean Rochette durent répondre du chef d'assassinats, tentatives d'assassinats et vols. Le 25 juin 1833, le jury les déclara coupables de l'assassinat d'une seule personne, dont on avait retrouvé le corps dans l'Allier. Leur pourvoi en cassation fut rejeté et le roi Louis-Philippe laissa la justice suivre son cours. Les condamnés furent guillotinés sur le lieu des crimes le 2 octobre 1833, en présence d'une foule nombreuse[13]. Au XXIe siècle, le nombre de victimes est contesté (certains auteurs disent une seule, voire aucune)[14].
- Le fait divers en question n'a aucun rapport avec la nouvelle de Balzac L'Auberge rouge. Cependant le projet original du film devait s'inspirer de cette œuvre, l'essentiel des fonds nécessaires à la réalisation du film ayant pu être rassemblé grâce au fait qu'à l'époque, la France se préparait à célébrer le centenaire de la mort de l'écrivain, décédé en 1850. C'est seulement après avoir vendu son projet aux producteurs qu'Autant-Lara s'aperçut que la reconstitution des décors nécessaires au tournage excéderait le budget alloué par les producteurs. Selon lui, c'est sa femme qui suggéra alors de mettre en scène l'histoire de l'auberge de Peyrebeille, ce qui permettait de conserver le titre du projet initial.
- Contrairement à ce qu'affirment certaines sources erronées, L'Auberge rouge n'est pas à l'origine de la locution « ne pas être sorti de l'auberge », qui est antérieure aux crimes de Peyrebeille[15].

## Films
- 2007 : L'Auberge rouge, film français de Gérard Krawczyk avec Christian Clavier (Pierre Martin), Josiane Balasko (Rose Martin), Gérard Jugnot (le père Carnus). Nouvelle version du film d’Autant-Lara.

Ne pas confondre avec les autres films du même nom tirés de la nouvelle de Balzac, L'Auberge rouge :
- 1912 : L'Auberge rouge, film français muet, scénario et réalisation de Camille de Morlhon avec Jean Worms (Frédéric Taillefer), Georges Saillard (Prosper Magnan)

- 1923 : L'Auberge rouge, film français muet, scénario et réalisation de Jean Epstein avec Jean-David Évremond (Jean-Frédéric Taillefer), Léon Mathot (Prosper Magnan)

- 1965 : A vörös vendégfogadó (L'Auberge rouge), téléfilm hongrois (48 minutes) de Sandor Szönyi d'après un scénario de Gabriella Horváth avec Imre Sinkovits (Taillefer), Lajos Cs. Németh (Prosper Magnan), Ferenc Ladányi (Walhenfer), József Gáti (Herman)